# Catocala moerrens
Catocala moerrens là một loài bướm đêm trong họ Erebidae.